# Joo Sae-hyuk
Dans ce nom coréen, le nom de famille, Joo, précède le nom personnel Sae-hyuk.
 (août 2023).
Si vous disposez d'ouvrages ou d'articles de référence ou si vous connaissez des sites web de qualité traitant du thème abordé ici, merci de compléter l'article en donnant les références utiles à sa vérifiabilité et en les liant à la section « Notes et références ».
Joo Sae-hyuk (ou Joo Se-hyuk) est un joueur de tennis de table de sud-coréen, né à Séoul le 20 janvier 1980, qui a révolutionné l'analyse technique du jeu défensif. Vice-champion du monde en 2003, il est membre de l'équipe nationale de Corée. Il est souvent considéré comme étant le plus grand défenseur de l'ère moderne, avec le Japonais Koji Matsushita.

## Biographie
Il commence le tennis de table à l'âge de six ans et il a participé à sa première compétition à huit ans. Il mesure 180 cm et pèse 67 kg. 
Joo Sae-hyuk a un système de jeu fondé sur la contre-initiative. Par de longues balles coupées remises loin de la table, il contraint l'adversaire à jouer en top-spin, terminant les points par la faute adverse ou en contre-attaque de coup droit. Il possède également quelques coups qu'il utilise de temps en temps pour surprendre ses adversaires comme le pivot en coup droit, ainsi que son top spin revers très violent en tournant sa raquette.
En 2003, lors des championnats du monde de Paris-Bercy, il crée la surprise en se hissant en finale en éliminant Ma Lin en 1/4 et le grec Kalinikos Kreanga en 1/2 finale, avant de s'incliner face à Werner Schlager en finale. 
Il est l'un des rares défenseurs de l'ère moderne à avoir atteint le top dix mondial.
En 2008-2009, il joue en France, en Pro A au Levallois Sporting Club.
Il est le n° 5 mondial en mars 2012 d'après le classement mondial ITTF de la Fédération internationale de tennis de table (ITTF). Il joue actuellement avec un bois butterfly Joo Saehyuk ; en coup droit un Tenergy 05 max, et en revers un Curl P1 1mm de mousse (avant de passer en max au changement avec la balle plastique).

## Palmarès[2]
- 2003
  -  vice-champion du monde en simple à Paris.
- 2011
  -  troisième de la coupe du monde en individuel à Paris en France.
- 2012
  -  vice-champion olympique par équipes à Londres en Grande-Bretagne.